# Armin Hary
Armin Hary, född 22 mars 1937 i Quierschied i Saarland, är en före detta tysk friidrottare.
Hary blev olympisk mästare på 100 meter vid olympiska sommarspelen 1960 i Rom.